# Полиз, Ким
Ким Полиз (англ. Kim Karin Polese; родилась 13 ноября 1961 года) —
CEO компании «SpikeSource». Является сторонником открытого программного обеспечения.

## Образование
Окончила Калифорнийский университет в Беркли по специальности биофизика (степень бакалавра, 1984) и Вашингтонский университет (Сиэтл) по специальности информатика.

## Деятельность
Sun Microsystems, ведущий менеджер проекта Java. По заявлениям самой Ким Полиз, именно она придумала термин Java. По мнению других, в частности Артур ван Хофф убеждён, что первым предложил это слово Крис Уорт, один из инженеров проекта LiveOak.
Marimba Inc., 2000 год, глава компании (CEO).
SpikeSource, 2004 год, глава компании (CEO). Основное направление деятельности компании предоставление готовых решений для бизнес-приложений в области открытого программного обеспечения.